# The Unclean World
The Unclean World (o The Unclean World: The Suburban-Bunkum Microbe-Guyoscope) è un cortometraggio muto del 1903 diretto da Percy Stow. Scritto e interpretato da Cecil M. Hepworth, è una parodia di The Cheese Mites, uno dei corti di The Unseen World, una serie di film prodotti da Charles Urban sui microbi che all'epoca ebbero grande successo, incrementando perfino la vendita di microscopi.

## Trama
Seduto a mangiare un panino al formaggio con un buon bicchiere di birra, un professore sente un gusto strano in bocca e sputa il boccone. Poi prende un pezzettino di formaggio e lo mette al microscopio, svelando strane creature striscianti.

## Produzione
Il film fu prodotto dalla Hepworth.

## Distribuzione
Distribuito dalla Hepworth, il film - un cortometraggio della lunghezza di due minuti - uscì nelle sale cinematografiche britanniche nel settembre 1903.
Si pensa che sia andato distrutto nel 1924 insieme a gran parte degli altri film della Hepworth. Il produttore, in gravissime difficoltà finanziarie, pensò in questo modo di poter almeno recuperare l'argento dal nitrato delle pellicole.